# Aurelia Navarro Moreno
Aurelia Navarro Moreno (Granada, 1882 – Cordova, 9 febbraio 1968) è stata una pittrice spagnola.

## Biografia

### Formazione e anni di creatività artistica
Aurelia Navarro Moreno è stata una pittrice che ha trascorso gli anni giovanili nella casa natale a Granada, vicina al Generalife. Il suo approccio alla pittura si deve alla scuola degli artisti José Larrocha e Tomás Muñoz Lucena.
Vista la sua attitudine venne presto incoraggiata dai suoi insegnanti a partecipare nel 1904 all'esposizione nazionale di Belle Arti che si teneva nella capitale, Madrid. A soli ventidue anni ottenne così una menzione d'onore. Partecipò in seguito anche a quella del 1906 col suo dipinto Ritratto di giovane donna. La giuria, presieduta dall' accademico di Spagna Francisco Pradilla, le assegnò la medaglia di bronzo. Analogo riconoscimento ottenne nel 1908 per il suo dipinto più noto, Nudo di donna. Con quel suo lavoro divenne uno dei primi artisti spagnoli ad ispirarsi alla Venere Rokeby (dipinto noto anche come Venere allo specchio) di Diego Velázquez.

### Ritiro in convento
Dopo queste affermazioni a livello nazionale la sua famiglia reagì facendola tornare da Madrid, dove si era trasferita, alla sua città di origine, Granada, e qui poté poi partecipare a mostre e collettive di minore importanza e di rilievo solo locale.
Le pressioni sociali e familiari la portarono ad una profonda crisi ed alla progressiva perdita dell'ispirazione artistica. Nel 1923 si ritirò in convento entrando a far parte dell'ordine religioso delle suore adoratrici ancelle del Santissimo Sacramento e della carità. 
A soli quarant'anni iniziò a dipingere sempre meno e con meno creatività. Quando, nel 1933, preparò un ritratto della fondatrice dell'ordine Micaela Desmaisières y López Dicastillo y Olmeda e lo presentò in Vaticano per la cerimonia della sua beatificazione che sarebbe avvenuta l'anno successivo, il suo lavoro venne giudicato deludente dalla storica dell'arte Matilde Torres López.
Visse gli ultimi anni della sua vita nel convento delle Adoratrici a Cordova, dove morì nel 1968.

## Mostre
Dopo aver partecipato ad esposizioni a Madrid all'inizio del XX secolo le sue opere sono state dimenticate.
Nell'ottobre 2020 al Museo del Prado si è inaugurata la mostra temporanea Invitadas. Fragmentos sobre mujeres, ideología y artes plásticas en España (1833-1931) curata da Carlos G. Navarro e ideata per far conoscere la situazione in cui si trovavano le artiste spagnole dal terzo decennio del XIX secolo sino ad un secolo dopo. Tra le opere esposte il Nudo di donna (Desnudo femenino in spagnolo) di Aurelia Navarro Moreno. Carlos G. Navarro parla dell'evento come di un viaggio nell'epicentro della misoginia. L'opera nella Navarro è esposta nella diciassettesima sezione, Anfitrionas de sí mismas, che analizza la difficoltà delle donne di affermarsi come artiste. Alcune riuscirono a realizzarsi, magari usando modalità maschili, mentre altre, come Aurelia Navarro, dovettero cedere alle pressioni sociali.
Claudia Arletti su Il Venerdì di Repubblica, numero 1700, descrive le artiste le cui opere sono esposte come condannate dall'ostracismo e parla della Navarro che è costretta a chiudersi in convento a quarant'anni. Un giudizio analogo sul destino della pittrice viene riportato da David Barreira su El Español.

## Opere
- Ritratto di giovane donna
- Nudo di donna.
- Ragazze che raccolgono fiori
- Ragazza in Carmen

Oltre a queste opere sono numerosi i dipinti di una serie di Donne con scialle.